# 즐라트코 유누조비치
즐라트코 유누조비치(독일어: Zlatko Junuzović, 1987년 9월 26일 ~ )는 오스트리아의 전 축구 선수이다. 현역 시절 포지션은 미드필더였다. 정확한 프리킥으로 잘 알려진 선수이다.

## 유년 시절
유고슬라비아 로즈니차에서 태어난 유누조비치는 5살 때 오스트리아로 이주하게 된다. 12살 때 그는 그라츠로 오게 되고 얼마 지나지 않아 그라츠 유소년 팀에서 활동하게 된다.

## 클럽 경력

### 오스트리아
2005년 봄, 그는 그라츠에서 오스트리아 분데스리가 데뷔 무대를 가지게 된다. 2006년부터는 본격적으로 주전으로 활동했으며, 2007년 여름, 그는 아우스트리아 케른텐으로, 2009년에는 아우스트리아 빈으로 팀을 옮기게 된다. 아우스트리아 빈과 오스트리아 축구 국가대표팀에서의 맹활약에 그는 2010년 '오스트리아 분데스리가 오스트리아인 올해의 선수', '오스트리아 올해의 선수' 상을 받게 된다.

### 독일
2012년 1월 그는 독일 분데스리가 소속팀인 베르더 브레멘으로 이적하게 된다. 이적하자마자 팀의 주전으로 활약했으며, 2014-2015 시즌 맹활약으로 '팬들이 뽑은 베르더 브레멘 올해의 선수' 투표에서 1위를 차지하게 된다.

### 기록
| 클럽경력   | 클럽경력            | 클럽경력              | 리그                  | 리그                  | 컵            | 컵            | 대륙대회 | 대륙대회 | 합계 | 합계 |
| 시즌       | 클럽                | 리그                  | 출장                  | 골                    | 출장          | 골            | 출장     | 골       | 출장 | 골   |
| 오스트리아 | 오스트리아          | 오스트리아            | 오스트리아 분데스리가 | 오스트리아 분데스리가 | 오스트리아 컵 | 오스트리아 컵 | 유럽     | 유럽     | 합계 | 합계 |
| ---------- | ------------------- | --------------------- | --------------------- | --------------------- | ------------- | ------------- | -------- | -------- | ---- | ---- |
| 2004–05    | 그라츠 AK           | 오스트리아 분데스리가 | 4                     | 0                     | —             | —             | —        | —        | 4    | 0    |
| 2005–06    | 그라츠 AK           | 오스트리아 분데스리가 | 32                    | 4                     | 1             | 0             | 4        | 1        | 37   | 5    |
| 2006–07    | 그라츠 AK           | 오스트리아 분데스리가 | 34                    | 5                     | 2             | 0             | —        | —        | 36   | 5    |
| 합계       | 합계                | 오스트리아 분데스리가 | 70                    | 9                     | 3             | 0             | 4        | 1        | 77   | 10   |
| 2007–08    | 아우스트리아 케른텐 | 오스트리아 분데스리가 | 28                    | 2                     | —             | —             | —        | —        | 28   | 2    |
| 2008–09    | 아우스트리아 케른텐 | 오스트리아 분데스리가 | 29                    | 1                     | 1             | 1             | —        | —        | 30   | 2    |
| 합계       | 합계                | 오스트리아 분데스리가 | 57                    | 3                     | 1             | 1             | 0        | 0        | 58   | 4    |
| 2009–10    | 아우스트리아 빈     | 오스트리아 분데스리가 | 30                    | 6                     | 1             | 0             | 8        | 0        | 39   | 6    |
| 2010–11    | 아우스트리아 빈     | 오스트리아 분데스리가 | 33                    | 9                     | 3             | 1             | 3        | 1        | 39   | 11   |
| 2011–12    | 아우스트리아 빈     | 오스트리아 분데스리가 | 19                    | 6                     | 2             | 1             | 12       | 0        | 33   | 7    |
| 합계       | 합계                | 오스트리아 분데스리가 | 82                    | 21                    | 6             | 2             | 23       | 1        | 111  | 24   |
| 독일       | 독일                | 독일                  | 분데스리가            | 분데스리가            | DFB-포칼      | DFB-포칼      | 유럽     | 유럽     | 합계 | 합계 |
| 2011–12    | 베르더 브레멘       | 푸스발-분데스리가     | 15                    | 0                     | —             | —             | —        | —        | 15   | 0    |
| 2012–13    | 베르더 브레멘       | 푸스발-분데스리가     | 30                    | 3                     | 1             | 0             | —        | —        | 31   | 3    |
| 2013–14    | 베르더 브레멘       | 푸스발-분데스리가     | 26                    | 2                     | 1             | 0             | —        | —        | 27   | 2    |
| 2014–15    | 베르더 브레멘       | 푸스발-분데스리가     | 33                    | 6                     | 2             | 0             | —        | —        | 35   | 6    |
| 2015–16    | 베르더 브레멘       | 푸스발-분데스리가     | 30                    | 4                     | 3             | 0             | —        | —        | 33   | 4    |
| 2016–17    | 베르더 브레멘       | 푸스발-분데스리가     | 30                    | 4                     | 1             | 1             | —        | —        | 31   | 5    |
| 2017–18    | 베르더 브레멘       | 푸스발-분데스리가     | 13                    | 1                     | 1             | 0             | —        | —        | 14   | 1    |
| 합계       | 합계                | 푸스발-분데스리가     | 177                   | 20                    | 8             | 1             | 0        | 0        | 185  | 21   |
| 경력 합계  | 경력 합계           | 경력 합계             | 386                   | 53                    | 18            | 4             | 27       | 2        | 431  | 59   |

## 국가대표 경력
유누조비치는 2007년 FIFA U-20 월드컵에 출전해 오스트리아가 4위에 오르는데 일조를 하게 된다. 그의 성인 A 매치 데뷔전은 2006년 캐나다와의 친선 경기이다. 2011년 아제르바이잔과의 유로 2012예선 경기에서 A 매치 데뷔골을 넣었다. 오스트리아 축구 국가대표팀의 일원으로 UEFA 유로 2016에 참가했으나, 첫번째 헝가리전에서 부상을 당해 59분만에 교체되어 나와, 한경기를 뛰는데 그쳤다.